# Plage du Lotu
La Plage du Loto (Lotu ou Lodu en langue corse) est une plage au nord-est de la côte du Désert des Agriates en Corse, située entre la Punta di Ravijola et la Punta Cavallata, baignée par la mer Méditerranée.

## Géographie
La plage du Loto est partagée pour moitié entre les communes de Santo-Pietro-di-Tenda à l'ouest et de Saint-Florent à l'est.
Sur chaque partie se situe l'embouchure d'un ruisseau émissaire d'un petit étang : 
- sur la partie occidentale de l'étang de Loto, le ruisseau de Niolincu[2],
- sur la partie orientale de l'étang de Panecallelu, le ruisseau du même nom.

Situés juste en arrière de la plage, les deux petits étangs de Loto et de Panecalellu font partie d'une grande zone marécageuse allant jusqu'à la plage de Saleccia.
L'étang de Loto communique avec la mer par débordement et par passage des vagues au-dessus de la dune lors des tempêtes. La plage et l'arrière plage du Loto sont constituées de sable fin ; quelques genévriers à gros fruits, espèce protégée, se développent sur la dune.
Panecalellu est un étang temporaire peu profond, séparé de la mer par un lido large d'une centaine de mètres.

## Accessibilité

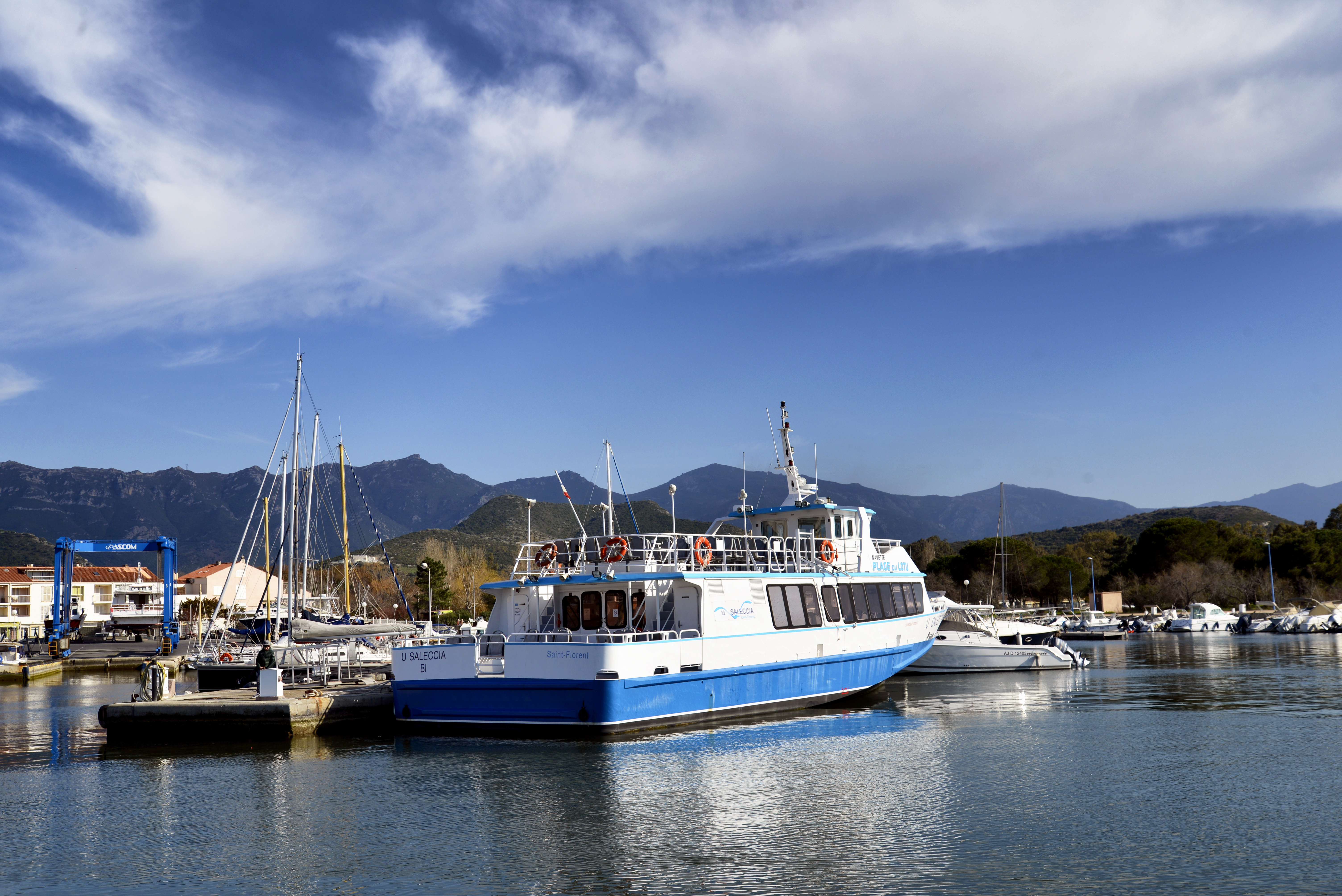
Le « Saleccia »

La plage du Loto est accessible par mer et, à pied depuis saint-Florent, par le sentier des douaniers qui longe tout le littoral du désert des Agriates.
Il est également possible de gagner cette plage, à VTT ou en 4X4, en empruntant la piste de 12 km qui va de Casta à Saleccia.
En saison estivale, deux petites compagnies maritimes exploitent le transport de voyageurs désirant se rendre au Loto. Les passagers sont déposés pour la journée. À cet effet, un ponton flottant a été installé pour les opérations d'embarquement/débarquement. Soumis aux fortes tempêtes hivernales ce ponton doit être souvent réparé avant saison. L'embarquement s'effectue au port de plaisance de Saint-Florent selon des horaires fixés.
Vous pouvez vous restaurer dans un établissement qui se situe à 2 min à pied du ponton de la plage de Loto où la navette vous dépose. Il n'y a aucun établissement d'hôtellerie sur cette partie du littoral qui est protégé et appartient au conservatoire du littoral.
S'agissant d'un espace naturel protégé, propriété du Conservatoire de l'espace littoral et des rivages lacustres, une taxe sur les passagers maritimes à destination de la plage de Loto est due par les professionnels.